# Cementerio de los Reyes
El Cementerio de los Reyes (en francés: Cimetière des Rois) o el «cementerio de Plainpalais» es un cementerio en la ciudad de Ginebra, Suiza, donde están enterrados Juan Calvino (reformador protestante), los escritores Jorge Luis Borges, Robert Musil y Ludwig Hohl, Sérgio Vieira de Mello (ex Alto Comisionado de la ONU para los Derechos Humanos) y Jean Piaget (psicólogo y epistemólogo), así como Ludwig Quidde, Adrien Lachenal, Guillaume-Henri Dufour, Paul Lachenal, Humphry Davy, Ernest Ansermet, Alberto Ginastera, Frank Martin, Griselidis Real, Alicia Rivaz y Sofía una hija de Fiódor Dostoyevski.
Ocupa una superficie de 28.000 metros cuadrados. Fue construido como consecuencia de que se había levantado en 1469 un hospital de la peste en la ciudad de Ginebra para luchar contra las epidemias y sucesivas plagas en lo que entonces era un barrio de los suburbios. El cementerio contiguo sería creado en 1482 para albergar a las víctimas de esa enfermedad.

## Historia
En 1469 se construye el hospital de los apestados en la ciudad de Ginebra para luchar contra las epidemias sucesivas de peste negra, para lo que se eligió un lugar en la zona de huertos de las afueras, alrededor del año 1482, para acoger los cuerpos de las víctimas de esta enfermedad.
El cementerio recibe su nombre extraoficial de "Cementerio de los Reyes" porque se encuentra en una calle homónima. Esta calle a su vez lleva este nombre porque entre 1509 y 1847 se nombraba allí cada año al "rey de los arcabuceros", que era quien conseguía hacer el mejor tiro en el concurso anual de los arcabuceros.
En 1869 el gobierno de Ginebra comienza a administrar el cementerio por la Reforma Protestante, donde la gestión es asumida por el Hospital General de Ginebra. Hasta 1876 sólo se enterraban a protestantes. En 1883 el cementerio deja de ser accesible para los funerales ordinarios y pasa a estar reservado a aquellos que obtengan una concesión. El precio de esta concesión es más elevado que en otros cementerios, por lo que el número de funerales disminuye en este cementerio. Al mismo tiempo empieza la costumbre de enterrar allí a los Consejeros de Estado de Suiza, junto con los consejeros administrativos de Ginebra y otras personalidades célebres. Hacia 1945 se implementan una serie de reformas que le otorgan el actual aspecto de un parque.[cita requerida]

## Galería

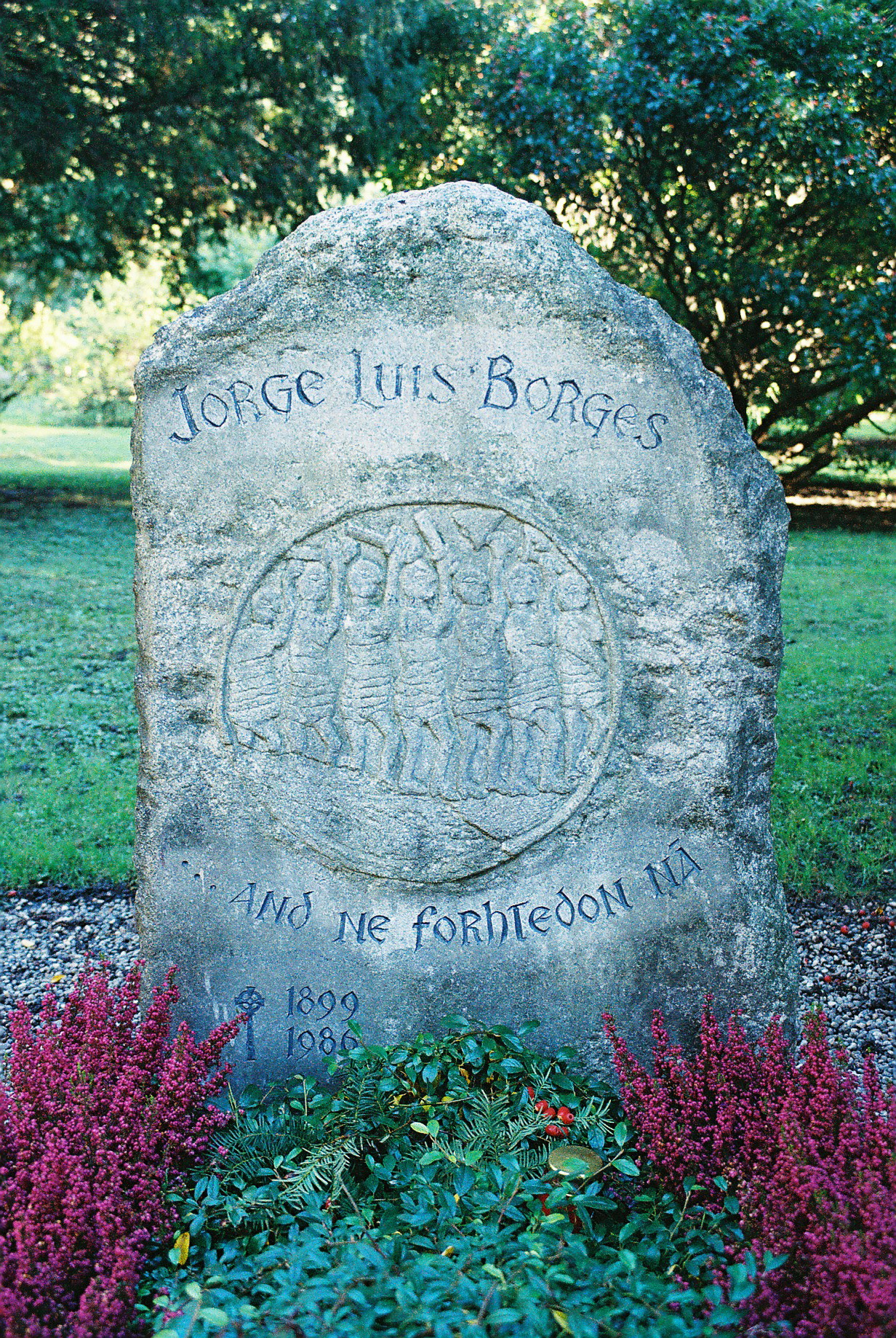
Tumba de Borges.
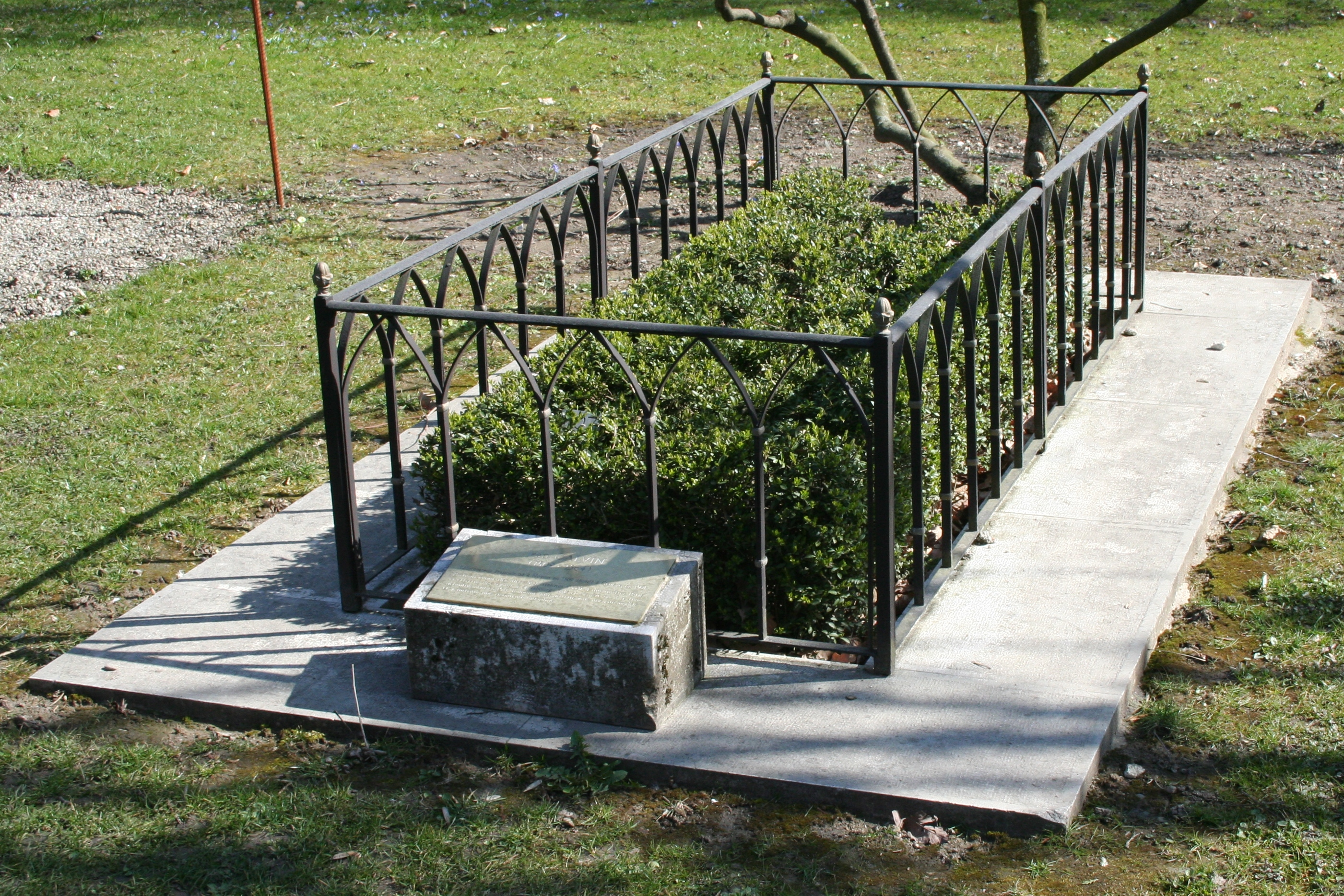
Tumba de Calvino.
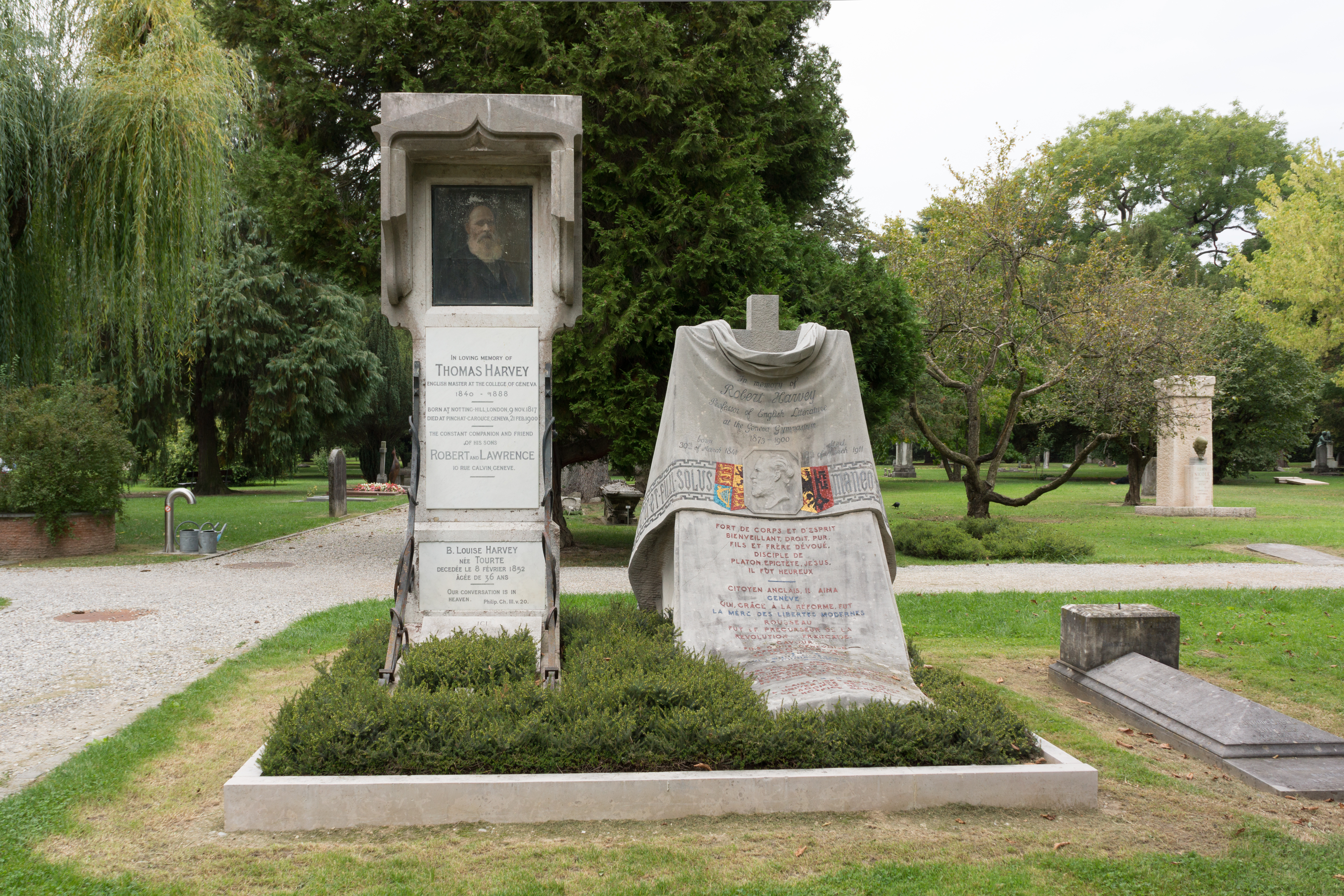
Tumba de Thomas y Robert Harvey.
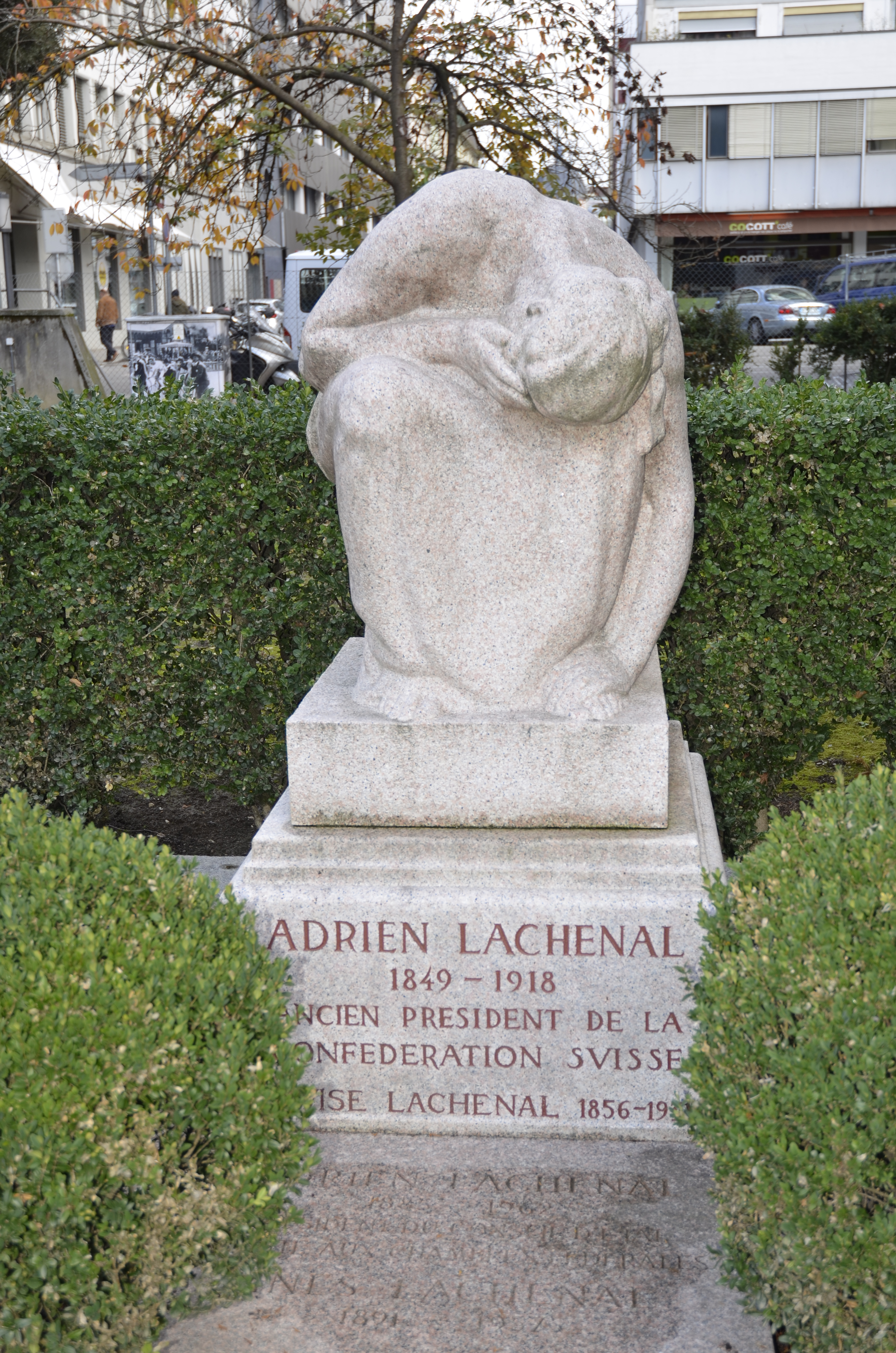
Tumba del Presidente de Suiza Adrien Lachenal.